# 안보 딜레마
안보 딜레마(Security dilemma), 안전보장 딜레마, 나선형 모델(spiral model)은 국제 관계에서 한 국가의 안보 증가(군사력 증가 등)가 다른 국가의 안보에 대한 두려움을 야기하는 경우이다. (왜냐하면 안보를 강화하는 국가가 증가하는 군대를 공격 목적으로 사용할 의도가 있는지 모르기 때문이다.) 결과적으로, 안보 강화 조치는 하나 이상의 다른 당사자와의 긴장, 고조 또는 갈등으로 이어질 수 있으며, 죄수의 딜레마에 대한 정치적 사례처럼 어느 당사자도 진정으로 원하지 않는 결과를 낳을 수 있다.
안보 딜레마는 (1) 공격용 무기와 방어용 무기를 구별하기 어렵고 (2) 방어보다 공격이 유리한 상황에서 특히 심각하다. 군사 기술과 지리는 공격-방어 균형에 큰 영향을 미친다.
이 용어는 1950년 연구에서 독일 학자 존 H. 허츠(John H. Herz)에 의해 처음 만들어졌다. 동시에 영국의 역사가 허버트 버터필드(Herbert Butterfield)는 그의 『역사와 인간관계』(History and Human Relations)에서 동일한 상황을 기술하면서 이를 "절대적인 곤경과 돌이킬 수 없는 딜레마"라고 언급했다. 안보 딜레마는 국제 관계 이론의 핵심 개념으로, 특히 현실주의 학자들 사이에서 안보를 추구하는 국가가 어떻게 갈등에 빠질 수 있는지 설명한다.

## 같이 보기
- 세력균형
- 죄수의 딜레마